# Vaccinium kengii
Vaccinium kengii är en ljungväxtart som beskrevs av C. E. Chang. Vaccinium kengii ingår i Blåbärssläktet, och familjen ljungväxter. Inga underarter finns listade i Catalogue of Life.